# Michelangelo Mattei
Michelangelo Mattei ou Michael Angelus Matthaeius (8 de maio de 1628 - 22 de dezembro de 1699) foi um prelado católico romano que serviu como patriarca titular de Antioquia de 1693 a 1699 e arcebispo titular de Hadrianópolis em Haemimonto de 1689 a 1693.
Michelangelo Mattei nasceu em Roma. Em 7 de novembro de 1689, foi nomeado pelo Papa Alexandre VIII como arcebispo titular de Hadrianópolis em Haemimonto. Recebeu a ordenação episcopal em 13 de novembro de 1689, na Basílica de São Pedro, através do Cardeal Fabrizio Spada, tendo como principais co-consagradores os arcebispos Francesco de' Marini e Prospero Bottini. Em 18 de maio de 1693, foi nomeado pelo Papa Inocêncio XII como patriarca titular de Antioquia.

## Sucessão episcopal
| Sucessão episcopal de Michelangelo Mattei |
| --- |
| Enquanto bispo, foi o consagrador principal de: - Benedetto Luperti, Bispo de Cagli (1694); e co-consagrante principal de: - Baldassare Cenci, Arcebispo Titular de Larissa na Tessália (1691); - Giovanni Giacomo Cavallerini, Arcebispo Titular de Nicéia (1692); - Alessandro Lambert, Bispo de Aosta (1692); - Gerolamo Ubertino Provana, Bispo de Alba Pompea (1692); - Pierre Lambert Ledrou, Bispo Titular de Porphyreon (1692); - Paolo Vallaresso, Bispo de Concórdia (1693); - Andreas Riggio, Bispo de Catania (1693); - Michelangelo Veraldi, Bispo de Martirano (1693); - Nicolò Acciaioli, cardeal-bispo de Frascati (1693); - Eligio Caracciolo, Arcebispo de Cosenza (1694); - Francesco Azzolini, Bispo de Ripatransone (1694); - Luigi Capuani, Bispo de Ravello e Scala (1694); - Giuseppe Cei, bispo de Cortona (1695); e - Domenico Tarugi, Bispo de Ferrara (1696). |